# Leioproctus viridibasis
Leioproctus viridibasis är en biart som först beskrevs av Cockerell 1936.  Leioproctus viridibasis ingår i släktet Leioproctus och familjen korttungebin. Inga underarter finns listade i Catalogue of Life.